# Ernst Esselbach
Ernst Theodor Grotjahn Esselbach (* 12. September 1832 in Schleswig; † 6. Februar 1864 beim Seekabellegen im Arabischen Meer vor Gwadar, Pakistan) war ein deutscher Physiker.

## Leben und Beruf
Ernst Esselbach, Sohn der Gastronomin Doris Esselbach.
Er besuchte die Grundschule in Altona und das Gymnasium in Hamburg. Im Sommersemester 1852 immatrikulierte er sich an der Universität Kiel als Student der philosophischen Fakultät. Nach einem Jahr wechselte er an die Universität Göttingen, wo er Mitglied der Burschenschaft Hannovera wurde. Zum Sommersemester 1855 bezog er die Universität Königsberg und assistierte bei Hermann von Helmholtz. 1857 kehrte er nach Kiel zurück, wo man ihn zum Dr. phil. promovierte.
Im Winter 1857/58 war er für ein halbes Jahr Privatlehrer des Sohnes des Herzogs von Orléans in London. 1858 trat er in die Telegraphen-Bau-Anstalt Siemens und Halske in Berlin ein. Werner von Siemens schickte ihn einige Zeit später in die Filiale in London. Dort arbeitete er an der technischen Verbesserung von Seekabeln. Danach trat er in englische Dienste und nahm mit dem Titel „Chief Superintendent“ an der Verlegung von Seekabeln nach Indien teil. Am 6. Februar 1864 sprang Ernst Esselbach im Fieberwahn über Bord und ertrank etwa 180 englische Meilen westlich vor dem Hafen von Gwadar (Pakistan).

## Veröffentlichungen
- Über die Messung der Wellenlänge des ultravioletten Lichts. In: Berichte über die zur Bekanntmachung geeigneter Verhandlungen der Königlichen preußischen Akademie der Wissenschaften zu Berlin aus dem Jahre 1855. S. 757–760, Mit einem Zusatz über die physiologisch-optischen Resultate dieser Untersuchung von Hermann von Helmholtz, S. 760–761.
- Über die Anwendbarkeit der Talbot’schen Linien als Mittel zur Messung optischer Constanten mit Bezug auf Airy’s Theorie derselben. In: Poggendorff, Annalen der Physik und Chemie. Band 98, 1856, S. 527–541.
- Messung der Brechungsexponenten des ordentlichen Strahls im Quarz. In: Poggendorff, Annalen der Physik und Chemie. Band 98, 1856, S. 541–546.
- Über den Leitungswiderstand einiger Unterseekabel. In: Zeitschrift des Deutsch-Österreichischen Telegraphenvereins. 1859, S. 109–110.
- Duration of Fluorescence (Über die Dauer der Fluorescenz). In: Report of the British Association for the Advancement of Science. 1862, S. 1.
- Experimental Determination of the Absolute Quantity of the Electrical Charge of Condensors (Experimentelle Bestimmung der absoluten Quantität elektrischer Ladung auf Condensatoren). In: Report of the British Association for the Advancement of Science. 1862.